# Poggio Renatico
Poggio Renatico és un municipi de 8.755 habitants de la província de Ferrara, dins la regió d'Emília-Romanya. 

Les seves frazioni són Chiesa Nuova, Coronella, Gallo, Madonna Boschi.

Les comuni limítrofes són Baricella (BO), Ferrara, Galliera (BO), Malalbergo (BO), Mirabello, Sant'Agostino, Vigarano Mainarda.

Els seus habitants s'anomenen poggesi. 

El patró és Sant Miquel Arcàngel, festiu el 29 de setembre.

El nom de l'alcalde (Sindaco) és Paolo Pavani, des del 14 de juny de 2004, del partit centrosinistra
A Poggio Renatico es troba una base de l'Aeronatica Militare, seu del COFA (Comando Operativo Forze Aeree) i del CAOC5 de l'OTAN.